# Route nationale 96
Die Route nationale 96, kurz N 96 oder RN 96, war eine französische Nationalstraße.
Die Straße wurde 1824 zwischen einer Straßenkreuzung der Nationalstraße 8 südlich von Gémenos und Château-Arnoux-Saint-Auban in zwei Teilen festgelegt. Ihre Gesamtlänge betrug 122 Kilometer. Der Streckenverlauf ging auf die Route impériale 115 zurück. 1978 übernahm die N 96 zwischen Pont-de-l’Etoile und Aubagne die Trasse der Nationalstraße 560 und das Stück über Gémenos wurde zu einem Seitenast von ihr mit der Nummer 396.
Teiltrassen, aus denen sich die Führung 1978–2006 zusammensetzte:
- N 560 Aubagne – Pont-de-l’Etoile
- N 96 Pont-de-l’Etoile – Château-Arnoux-Saint-Auban

## N 396
Während die Nationalstraße 396 zwischen 1933 und 1973 eine eigenständige Nationalstraße war, war die ab 1982 existierende N 396 ein Seitenast der N 96, der aus ihrer alten Trasse zwischen einer Straßenkreuzung der Nationalstraße 8 und Pont-de-l’Etoile entstand. 2006 wurde sie abgestuft.